# Герхард Шрьодер
Герхард Шрьодер (на немски: Gerhard Fritz Kurt Schröder, Герхард Фриц Курт Шрьодер) е германски канцлер и политик от ГСДП.
Той е федерален канцлер от 1998 до 2005 г. и министър-президент на федерална провинция Долна Саксония от 1990 до 1998 г.
След приключване на мандата си Герхард Шрьодер преминава в руския газов концерн Газпром, което предизвиква спорни реакции и широк обществен дебат в германската и международната преса.

## Канцлер
Първи мандат, 1998 – 2002
След националните избори в Германия през 1998 г. Герхард Шрьодер става канцлер като ръководител на СДПГ. По време на кампанията си за канцлер той е представен като прагматичен нов социалдемократ, който трябва да допринесе за икономическия растеж, като същевременно укрепи системата за социално осигуряване на Германия.
По време на мандата си ръководи преместването на правителствената резиденция от Бон в Берлин и възстановяването на работата на Бундестага .

## Публикации
- Der Herausforderer. Im Gespräch mit Peter Gatter. Kindler, München 1986, ISBN 3-463-40036-7.
- Annäherungen. Reden über Bilder und Künstler. Merlin, Gifkendorf 1990, ISBN 3-926112-11-5.
- Reifeprüfung. Reformpolitik am Ende des Jahrhunderts. Kiepenheuer und Witsch, Köln 1993, ISBN 3-462-02251-2.
- Und weil wir unser Land verbessern… 26 Briefe für ein modernes Deutschland. Hoffmann und Campe, Hamburg 1998, ISBN 3-455-11244-7.
- Das deutsch-französische Verhältnis in einem erweiterten Europa. Rede anläßlich der Feier des zehnjährigen Bestehens des Fördervereins des Frankreich-Zentrums am 12. April 2002 in der Universität Freiburg. Rombach, Freiburg im Breisgau 2002, ISBN 3-7930-9335-2.
- Entscheidungen. Mein Leben in der Politik. Hoffmann und Campe, Hamburg 2006, ISBN 3-455-50014-5 (aktualisierte und erweiterte Ausgabe Ullstein, Berlin 2007, ISBN 978-3-548-36937-2) Auch als Hörbuch (2 CDs) bei Hoffmann und Campe ISBN 978-3-455-30466-4.
- Klare Worte: Im Gespräch mit Georg Meck über Mut, Macht und unsere Zukunft. Verlag Herder, Freiburg 2014, ISBN 978-3-451-30760-7.